# Eucrosia tubiflora
Eucrosia tubiflora är en amaryllisväxtart som beskrevs av Alan W. Meerow. Eucrosia tubiflora ingår i släktet Eucrosia och familjen amaryllisväxter.
Artens utbredningsområde är Peru. Inga underarter finns listade i Catalogue of Life.